# Scoarța (gmina)
Scoarța – gmina w Rumunii, w okręgu Gorj. Obejmuje miejscowości Bobu, Budieni, Câmpu Mare, Cerătu de Copăcioasa, Colibași, Copăcioasa, Lazuri, Lintea, Mogoșani, Pișteștii din Deal i Scoarța. W 2011 roku liczyła 4844 mieszkańców.